# Parque (ejército)

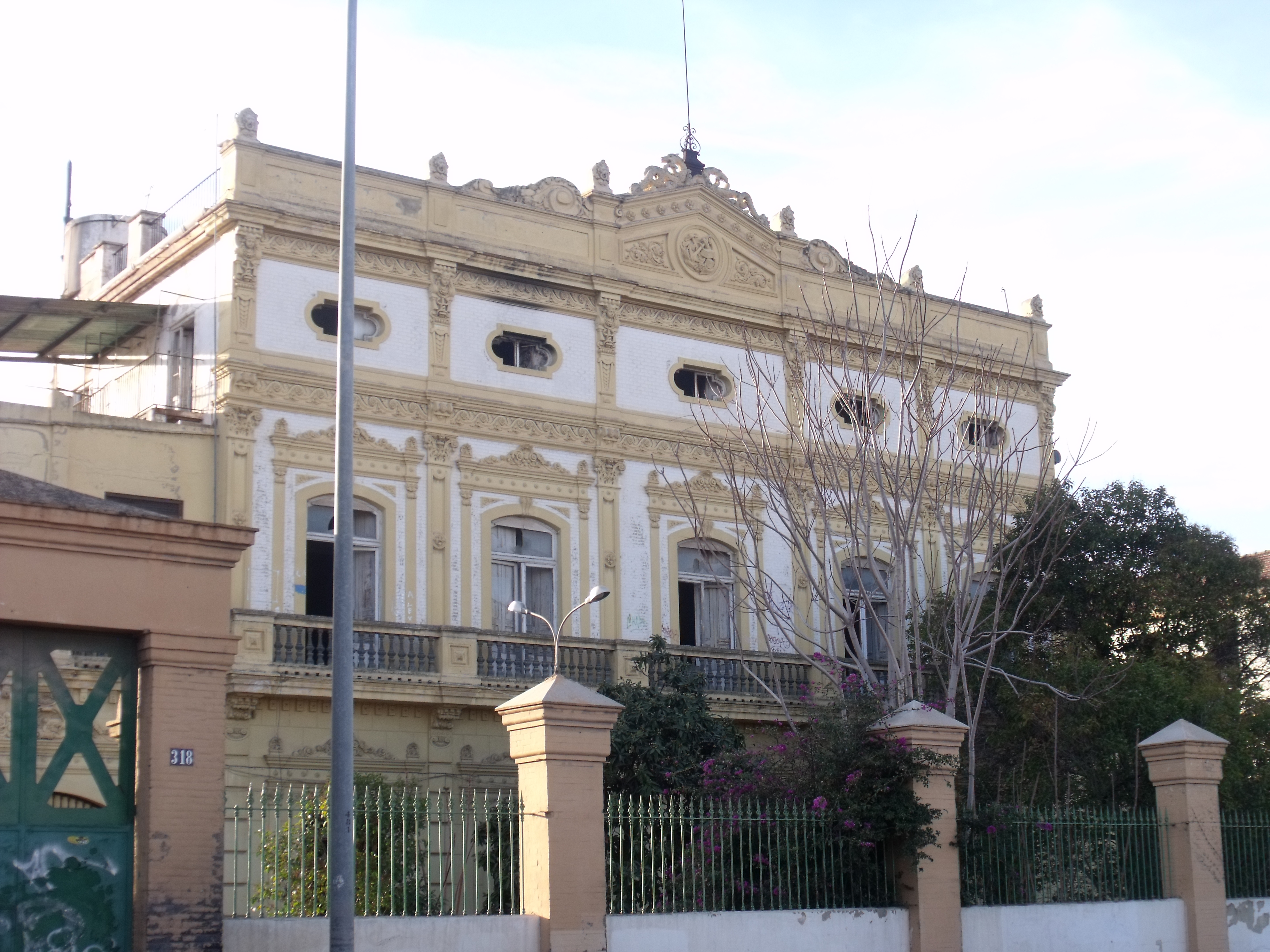
Parque de artillería de Valencia

En el ámbito militar, se denomina parque al lugar destinado a guardar las municiones, víveres y otros instrumentos, tanto en las plazas como en campaña. 
Se distinguen los siguientes tipos de parques: 
- Parque de artillería. Edificio o espacio donde se reúnen y guardan los cañones, morteros, obuses, granadas, bombas, balas, en fin, toda clase de piezas, montajes y municiones de guerra de una plaza o ejército
- Parque de carros. Lugar destinado a guardar todos los carruajes empleados en el desplazamiento del ejército.
- Parque de ingenieros. Depósito de todos los útiles, herramientas, pertrechos de puentes, etc. tanto en como en campaña que están a cargo del cuerpo de ingenieros
- Parque de sanidad. Lugar destinado a guardar todos los efectos del hospital como camillas, ropas, instrumentos de cirugía, medicamentos, etc.
- Parque de víveres. En los campamentos, lugar destinado a los vivanderos y expendedores de comida.